# It'jach
L'It'jach (in russo Итьях?) è un fiume della Russia siberiana occidentale, affluente di sinistra dell'Nazym (bacino idrografico dell'Ob'). Scorre nel Chanty-Mansijskij rajon del Circondario autonomo degli Chanty-Mansi-Jugra.
Il fiume ha origine dalla confluenza dei fiumi Aj-Tutlejmmozym e Tutlejmmozym provenienti da una regione ricca di laghi degli Uvali siberiani; scorre in direzione prevalentemente meridionale e sfocia nel Nazym a 79 km dalla foce. La lunghezza del fiume è di 164 km, il bacino imbrifero è di 2 210 km². Non ci sono insediamenti lungo il suo corso.